# Dienstgrade der Bundeswehr
Die Dienstgrade der Bundeswehr dienen der Einordnung der Soldaten in die Rangordnung der deutschen Bundeswehr. Dienstgradabzeichen dienen der Kennzeichnung des Dienstgrades.
Für die Bundeswehr sind 26 „Dienstgradstufen“ und 83 Dienstgradbezeichnungen definiert. Diese werden durch den Bundespräsidenten mit der Anordnung des Bundespräsidenten über die Dienstgradbezeichnungen und die Uniform der Soldatinnen und Soldaten auf Grundlage des Soldatengesetzes festgesetzt.
Der Dienstgrad des Soldaten entspricht dem statusrechtlichen Amt von Beamten und Richtern, die Dienstgradbezeichnung der Amtsbezeichnung.

## Funktion der Dienstgrade
Die Haager Landkriegsordnung und die Genfer Konventionen sehen für Kombattanten Dienstgrade vor. Dienstgrade ordnen die Soldaten in die Rangordnung der Bundeswehr ein.
Die Besoldung für Berufssoldaten und Soldaten auf Zeit nach der Bundesbesoldungsordnung  ist maßgeblich an den Dienstgrad geknüpft. Soldaten werden in der Regel mit ihrem Dienstgrad angeredet und gegrüßt.
Im Gegensatz zum früheren Wehrrecht, das die Vorgesetzten-Eigenschaft an den Dienstrang (vgl. Dienstgrade der Wehrmacht) knüpfte, beruht die Vorgesetzten-Eigenschaft in der Bundeswehr vor allem auf der Dienststellung des Soldaten. Ein Vorgesetztenverhältnis allein auf Grund des Dienstgrades kann dennoch auf Grundlage des § 4 („Vorgesetztenverhältnis auf Grund des Dienstgrades“) der Vorgesetztenverordnung begründet werden. Vereinfacht dargestellt nennt § 4 folgende Fälle für ein Vorgesetztenverhältnis auf Grund des Dienstgrades:
- Jeder Soldat darf Soldaten einer niedrigeren Dienstgradgruppe jederzeit innerhalb umschlossener militärischer Anlagen Befehle erteilen.
- Auch außerhalb umschlossener militärischer Anlagen darf jeder Soldat einem anderen einer niedrigeren Dienstgradgruppe Befehle erteilen, wenn beide derselben Einheit angehören, im Dienst sind und nicht beide Offiziere sind.[10][11]

Da aber häufig bestimmte Dienststellungen an bestimmte Dienstgrade geknüpft sind, sind Vorgesetzte im Dienstalltag meist höherrangige Soldaten. Daher lassen sich aus den Dienstgraden in der Praxis bereits häufig die Dienststellungen und das darauf aufgebaute Vorgesetztenverhältnis einer Gruppe Soldaten ableiten.

## Gliederung
Die Dienstgrade der Bundeswehr sind gemäß Zentraler Dienstvorschrift A-1420/24 „Dienstgrade und Dienstgradgruppen“ in sieben Dienstgradgruppen gegliedert:
- Generale
- Stabsoffiziere
- Hauptleute
- Leutnante
- Unteroffiziere mit Portepee
- Unteroffiziere ohne Portepee
- Mannschaften

Marineuniformträger der Dienstgradgruppe der Generale werden auch als Admirale oder Flaggoffiziere zusammengefasst. Unteroffiziere mit Portepee werden in der Regel als Feldwebel oder Feldwebeldienstgrade bzw. Bootsleute bezeichnet.
Die Soldaten der Dienstgradgruppen Generale, Stabsoffiziere, Hauptleute und Leutnante werden gemäß Vorgesetztenverordnung und der Anordnung des Bundespräsidenten über die Dienstgradbezeichnungen und die Uniform der Soldatinnen und Soldaten als Offiziere zusammengefasst. In der Anordnung des Bundespräsidenten über die Dienstgradbezeichnungen werden darüber hinaus die Soldaten der beiden Dienstgradgruppen Unteroffiziere mit und ohne Portepee als Unteroffiziere zusammengefasst. Offiziere bilden das Offizierkorps, Unteroffiziere das Unteroffizierkorps. Führer des Unteroffizierkorps ist der Kompaniefeldwebel.
Anmerkung: Die Zuordnung der einzelnen Dienstgrade in die Dienstgradgruppen kann der Tabelle unten entnommen werden.

## Laufbahnen
Die Soldatenlaufbahnverordnung (SLV) definiert Laufbahngruppen und zugeordnete Laufbahnen. Die ZDv 20/7 trifft ergänzende Bestimmungen. Soldaten durchlaufen in der Regel nacheinander die für ihre Laufbahn festgelegten Dienstgrade. Insgesamt unterscheidet die Soldatenlaufbahnverordnung 32 Laufbahnen. Die Abfolge der Dienstgrade für Heeres- und Luftwaffenuniformträger in den häufigsten Laufbahnen lautet in der Regel:
- Laufbahngruppe der Mannschaften
  - Mannschaften gemäß § 9 SLV:[19] niedrigster Dienstgrad, Gefreiter, Obergefreiter, Hauptgefreiter,[A 9] Stabsgefreiter[A 9], Oberstabsgefreiter[A 9], Korporal[A 9], Stabskorporal[A 9]
- Laufbahngruppe der Unteroffiziere
  - Fachunteroffiziere gemäß § 12 SLV[20] und Nr. 127 f. ZDv 20/7[18]: niedrigster Dienstgrad, Gefreiter, Obergefreiter, Unteroffizier, Stabsunteroffizier
  - Feldwebel gemäß § 16 SLV[21] und Nr. 127 f. ZDv 20/7[18] zunächst wie Fachunteroffizier, dann Stabsunteroffizier, Feldwebel, Oberfeldwebel, Hauptfeldwebel, Stabsfeldwebel, Oberstabsfeldwebel
- Laufbahngruppe der Offiziere
  - Truppenoffiziere gemäß § 24 SLV:[22] niedrigster Dienstgrad, Gefreiter, Obergefreiter, Fahnenjunker, Fähnrich, Oberfähnrich, Leutnant, Oberleutnant, Hauptmann, Major, Oberstleutnant, Oberst, Brigadegeneral,[A 10] Generalmajor,[A 10] Generalleutnant,[A 10] General[A 10]
  - Offiziere des militärfachlichen Dienstes gemäß § 41 SLV[23] und Nr. 125 ZDv 20/7:[18] wie Feldwebellaufbahn, dann Fähnrich, Oberfähnrich, Leutnant, Oberleutnant, Hauptmann, Stabshauptmann
  - Sanitätsoffiziere gemäß § 31 SLV[24] und Nr. 121, 624 ZDv 20/7:[18] bis Leutnant wie Truppenoffiziere, dann (Oberleutnant),[A 11] Stabsarzt,[A 12] Oberstabsarzt,[A 12] Oberfeldarzt,[A 12] Oberstarzt,[A 12][A 13] Generalarzt,[A 12][A 10][A 13] Generalstabsarzt,[A 12][A 10][A 13] Generaloberstabsarzt[A 12][A 10][A 13]

## Liste der Dienstgrade und Dienstgradbezeichnungen
Die Dienstgradbezeichnungen der Mannschaften ab dem Gefreiten sind in allen Bereichen der Bundeswehr identisch. Bei Heeres- und Luftwaffenuniformträgern finden sich auch ansonsten die gleichen Dienstgradbezeichnungen. Marineuniformträger (Offiziere, außer einige Sanitätsoffiziere, und Unteroffiziere) haben davon abweichende Dienstgradbezeichnungen. Im Folgenden werden daher zunächst die Dienstgrade und Dienstgradbezeichnungen für Luftwaffen- und Heeresuniformträger gemeinsam beschrieben, danach die der Marineuniformträger.
Eine Besonderheit stellen die Dienstgradbezeichnungen der Sanitätsoffiziere dar, die sich meist sowohl zwischen Luftwaffen- und Heeresuniformträgern einerseits und Marineuniformträgern andererseits als auch zwischen den verschiedenen Approbationsrichtungen unterscheiden. Eine Darstellung dieser Dienstgradbezeichnungen folgt jeweils unmittelbar der Darstellung der Dienstgradbezeichnungen der sonstigen Offiziere.
Angegeben sind in den Tabellen jeweils auch der entsprechende NATO-Rangcode, die nach ZDv 64/10 - Abkürzungen in der Bundeswehr definierten allgemeinen Abkürzungen sowie die Abkürzungen in Listen und die Besoldungsgruppe für Berufssoldaten und Soldaten auf Zeit nach Bundesbesoldungsordnung.

### Heeres- und Luftwaffenuniformträger
| Offiziere (außer Sanitätsoffiziere) | Offiziere (außer Sanitätsoffiziere)                                                                       | Offiziere (außer Sanitätsoffiziere)                                                                               | Offiziere (außer Sanitätsoffiziere)                                                                                | Offiziere (außer Sanitätsoffiziere)                                                                              | Offiziere (außer Sanitätsoffiziere)                                                                           | Offiziere (außer Sanitätsoffiziere) | Offiziere (außer Sanitätsoffiziere)                                                                                         | Offiziere (außer Sanitätsoffiziere)                                                                                                   | Offiziere (außer Sanitätsoffiziere) | Offiziere (außer Sanitätsoffiziere)                                                                                | Offiziere (außer Sanitätsoffiziere)                                                                                                  | Offiziere (außer Sanitätsoffiziere) |
| Dienstgradgruppe | Generale                                                                                                  | Generale | Generale | Generale | Stabsoffiziere                                                                                                | Stabsoffiziere | Stabsoffiziere | Hauptleute | Hauptleute | Leutnante | Leutnante | Leutnante                           |
| --- | --- | --- | --- | --- | --- | --- | --- | --- | --- | --- | --- | ----------------------------------- |
| Schulterklappe Jacke Dienstanzug | Dienstgradabzeichen eines Generals auf Schulterklappe der Jacke des Dienstanzuges für Heeresuniformträger | Dienstgradabzeichen eines Generalleutnants auf Schulterklappe der Jacke des Dienstanzuges für Heeresuniformträger | Dienstgradabzeichen eines Generalmajors auf Schulterklappe der Jacke des Dienstanzuges für Luftwaffenuniformträger | Dienstgradabzeichen eines Brigadegenerals auf Schulterklappe der Jacke des Dienstanzuges für Heeresuniformträger | Dienstgradabzeichen eines Oberst i. G. auf Schulterklappe der Jacke des Dienstanzuges für Heeresuniformträger | Dienstgradabzeichen eines Oberstleutnants der Heeresflugabwehrtruppe auf Schulterklappe der Jacke des Dienstanzuges für Heeresuniformträger | Dienstgradabzeichen eines Majors der Fernmeldetruppe auf Schulterklappe der Jacke des Dienstanzuges für Heeresuniformträger | Dienstgradabzeichen eines Stabshauptmanns der Artillerietruppe auf Schulterklappe der Jacke des Dienstanzuges für Heeresuniformträger | Dienstgradabzeichen eines Hauptmanns der Heeresaufklärungstruppe auf Schulterklappe der Jacke des Dienstanzuges für Heeresuniformträger | Dienstgradabzeichen eines Oberleutnants auf Schulterklappe der Jacke des Dienstanzuges für Luftwaffenuniformträger | Dienstgradabzeichen eines Leutnants der Fallschirmjägertruppe auf Schulterklappe der Jacke des Dienstanzuges für Heeresuniformträger |                                     |
| Dienstgrad | General                                                                                                   | Generalleutnant                                                                                                   | Generalmajor | Brigadegeneral                                                                                                   | Oberst | Oberstleutnant | Major | Stabshauptmann* | Hauptmann | Oberleutnant | Leutnant |                                     |
| Abkürzung | Gen/GEN                                                                                                   | GenLt/GL | GenMaj/GM | BrigGen/BG | Oberst/O | Oberstlt/OTL | Maj/M | StHptm/SH | Hptm/H | OLt/OL | Lt/L |                                     |
| NATO-Rangcode | OF-9 | OF-8 | OF-7 | OF-6 | OF-5 | OF-4 | OF-3 | OF-2 | OF-2 | OF-1 | OF-1 |                                     |
| Besoldungsgruppe | B 10 oder B 10Z                                                                                           | B 9 | B 7 | B 6 | A 16, B 2 oder B 3                                                                                            | A 14 oder A 15 | A 13 | A 13 | A 11 oder A 12 | A 10 | A 9 |                                     |
| * Der Dienstgrad Stabshauptmann ist den Offizieren des militärfachlichen Dienstes vorbehalten und gleichzeitig Enddienstgrad dieser Laufbahn. Offiziere anderer Laufbahnen können nicht zu diesem Dienstgrad befördert werden. | | | | | | | | | | | |                                     |

| Sanitätsoffiziere | Sanitätsoffiziere | Sanitätsoffiziere | Sanitätsoffiziere | Sanitätsoffiziere | Sanitätsoffiziere | Sanitätsoffiziere | Sanitätsoffiziere |
| Dienstgradgruppe | Generale | Generale | Generale | Stabsoffiziere | Stabsoffiziere | Stabsoffiziere | Hauptleute |
| --- | --- | --- | --- | --- | --- | --- | --- |
| Schulterklappe Jacke Dienstanzug** | Dienstgradabzeichen eines Generaloberstabsarztes (Approbation für Humanmedizin) auf der Schulterklappe der Jacke des Dienstanzuges für Heeresuniformträger | Dienstgradabzeichen eines Generalstabsarztes (Approbation für Humanmedizin) auf der Schulterklappe der Jacke des Dienstanzuges für Luftwaffenuniformträger | Dienstgradabzeichen eines Generalarztes (Approbation für Humanmedizin) auf der Schulterklappe der Jacke des Dienstanzuges für Heeresuniformträger | Dienstgradabzeichen eines Oberstarztes i. G. (Approbation für Humanmedizin) auf der Schulterklappe der Jacke des Dienstanzuges für Luftwaffenuniformträger | Dienstgradabzeichen eines Oberfeldarztes (Approbation für Humanmedizin) der Heeresfliegertruppe auf der Schulterklappe der Jacke des Dienstanzuges für Heeresuniformträger | Dienstgradabzeichen eines Oberstabsarztes (Approbation für Humanmedizin) der Sanitätstruppe auf der Schulterklappe der Jacke des Dienstanzuges für Heeresuniformträger | Dienstgradabzeichen eines Stabsarztes (Approbation für Humanmedizin) der Sanitätstruppe auf der Schulterklappe der Jacke des Dienstanzuges für Heeresuniformträger |
| Dienstgrad | GeneraloberstabsarztHZ | GeneralstabsarztHZ | GeneralarztHZ GeneralapothekerP | OberstarztHZ OberstapothekerP OberstveterinärT | OberfeldarztHZ OberfeldapothekerP OberfeldveterinärT | OberstabsarztHZ OberstabsapothekerP OberstabsveterinärT | StabsarztHZ StabsapothekerP StabsveterinärT |
| Abkürzung | GenOStArzt/GOSA | GenStArzt/GSA | GenArzt/GA GenAp/GAP | Oberstarzt/OTA OberstAp/OTAP OberstVet/OTV | OFArzt/OFA OFAp/OFAP OFVet/OFV | OStArzt/OSA OStAp/OSAP OStVet/OSV | StArzt/SA StAp/SAP StVet/SV |
| NATO-Rangcode | OF-8 | OF-7 | OF-6 | OF-5 | OF-4 | OF-3 | OF-2 |
| Besoldungsgruppe | B 9 | B 7 | B 6 | A 16, B 2 oder B 3 | A 15* | A 14* | A 13* |
| H Bezeichnung für approbierte Humanmediziner Z Bezeichnung für approbierte Zahnmediziner P Bezeichnung für approbierte Pharmazeuten (i. e. Apotheker). Hinweis: Generalapotheker ist der höchste für Apotheker vorgesehene Dienstgrad T Bezeichnung für approbierte Veterinärmediziner (i. e. Veterinär). Hinweis: Oberstveterinär ist der höchste für Veterinäre vorgesehene Dienstgrad. Als Veterinäre werden nur Heeresuniformträger eingesetzt. * Im Vergleich zu anderen gleichrangigen Offizieren sind diese Sanitätsoffiziere eine Besoldungsgruppe höher eingeordnet. **Dargestellt ist stets das Dienstgradabzeichen für Humanmediziner. | | | | | | | |

| Unteroffiziere                                                                                          | Unteroffiziere | Unteroffiziere | Unteroffiziere | Unteroffiziere | Unteroffiziere | Unteroffiziere | Unteroffiziere | Unteroffiziere | Unteroffiziere | Unteroffiziere |
| Dienstgradgruppe                                                                                        | Unteroffiziere mit Portepee | Unteroffiziere mit Portepee | Unteroffiziere mit Portepee | Unteroffiziere mit Portepee                                                                                          | Unteroffiziere mit Portepee | Unteroffiziere mit Portepee | Unteroffiziere mit Portepee | Unteroffiziere ohne Portepee | Unteroffiziere ohne Portepee | Unteroffiziere ohne Portepee |
| --- | --- | --- | --- | --- | --- | --- | --- | --- | --- | --- |
| Schulterklappe Jacke Dienstanzug                                                                        | Dienstgradabzeichen eines Oberstabsfeldwebels der Heeresaufklärungstruppe auf Schulterklappe der Jacke des Dienstanzuges für Heeresuniformträger | Dienstgradabzeichen eines Stabsfeldwebels der Fernmeldetruppe auf Schulterklappe der Jacke des Dienstanzuges für Heeresuniformträger | Dienstgradabzeichen eines Oberfähnrichs der Heeresfliegertruppe auf Schulterklappe der Jacke des Dienstanzuges für Heeresuniformträger | Dienstgradabzeichen eines Hauptfeldwebels auf Schulterklappe der Jacke des Dienstanzuges für Luftwaffenuniformträger | Dienstgradabzeichen eines Oberfeldwebels der Heeresflugabwehrtruppe auf Schulterklappe der Jacke des Dienstanzuges für Heeresuniformträger | Dienstgradabzeichen und Überziehschlaufe eines Fähnrichs der Pioniertruppe auf Schulterklappe der Jacke des Dienstanzuges für Heeresuniformträger | Dienstgradabzeichen eines Feldwebels der Artillerietruppe auf Schulterklappe der Jacke des Dienstanzuges für Heeresuniformträger | Dienstgradabzeichen eines Stabsunteroffiziers der Panzertruppe auf Schulterklappe der Jacke des Dienstanzuges für Heeresuniformträger | Dienstgradabzeichen und Überziehschlaufe eines Fahnenjunkers auf Schulterklappe der Jacke des Dienstanzuges für Luftwaffenuniformträger | Dienstgradabzeichen eines Unteroffiziers der Panzergrenadiertruppe auf Schulterklappe der Jacke des Dienstanzuges für Heeresuniformträger |
| Dienstgrad                                                                                              | Oberstabsfeldwebel | Stabsfeldwebel | Oberfähnrich* | Hauptfeldwebel | Oberfeldwebel | Fähnrich* | Feldwebel | Stabsunteroffizier | Fahnenjunker* | Unteroffizier |
| Abkürzung                                                                                               | OStFw/OSF | StFw/SF | OFähnr/OFR | HptFw/HF | OFw/OF | Fähnr/FR | Fw/F | StUffz/SU | Fhj/FJ | Uffz/U |
| NATO-Rangcode                                                                                           | OR-9 | OR-8 | OR-8/OR-7 | OR-8/OR-7 | OR-6 | OR-6 | OR-6 | OR-5 | OR-5 | OR-5 |
| Besoldungsgruppe                                                                                        | A 9Z | A 9 | A 8Z | A 8Z | A 7Z | A 7 | A 7 | A 6 oder A 7 | A 5 | A 5 |
| * Die Dienstgrade Fahnenjunker, Fähnrich und Oberfähnrich werden nur von Offizieranwärtern durchlaufen. | | | | | | | | | | |

| Dienstgradgruppe | Mannschaften | Mannschaften | Mannschaften | Mannschaften | Mannschaften | Mannschaften | Mannschaften | Mannschaften                                                                                             | Mannschaften | Mannschaften | Mannschaften | Mannschaften | Mannschaften |
| --- | --- | --- | --- | --- | --- | --- | --- | --- | ------------ | ------------ | ------------ | ------------ | ------------ |
| Schulterklappe Jacke Dienstanzug | Dienstgradabzeichen eines Stabskorporals der Sanitätstruppe auf Schulterklappe der Jacke des Dienstanzuges für Heeresuniformträger | Dienstgradabzeichen eines Korporals der Pioniertruppe auf Schulterklappe der Jacke des Dienstanzuges für Heeresuniformträger | Dienstgradabzeichen eines Oberstabsgefreiten der Fernmeldetruppe auf Schulterklappe der Jacke des Dienstanzuges für Heeresuniformträger | Dienstgradabzeichen eines Stabsgefreiten der Heeresflugabwehrtruppe auf Schulterklappe der Jacke des Dienstanzuges für Heeresuniformträger | Dienstgradabzeichen eines Hauptgefreiten der Artillerietruppe auf Schulterklappe der Jacke des Dienstanzuges für Heeresuniformträger | Dienstgradabzeichen eines Obergefreiten auf Schulterklappe der Jacke des Dienstanzuges für Luftwaffenuniformträger | Dienstgradabzeichen eines Gefreiten der Jägertruppe auf Schulterklappe der Jacke des Dienstanzuges für Heeresuniformträger | Schulterklappe der Jacke des Dienstanzuges für Heeresuniformträger eines Panzerschützen der Panzertruppe |              |              |              |              |              |
| Dienstgrad | Stabskorporal | Korporal | Oberstabsgefreiter | Stabsgefreiter | Hauptgefreiter | Obergefreiter | Gefreiter | niedrigster Dienstgrad*                                                                                  |              |              |              |              |              |
| Abkürzung | StKorp/SK | Korp/K | OStGefr/OSG | StGefr/SG | HptGefr/HG | OGefr/OG | Gefr/G | div*/S                                                                                                   |              |              |              |              |              |
| NATO-Rangcode | OR-4 | OR-4 | OR-4 | OR-4 | OR-3 | OR-3 | OR-2 | OR-1 |              |              |              |              |              |
| Besoldungsgruppe | A 6Z | A 6 | A 5Z | A 5 | A 4Z | A 4 | A 3Z | A 3 |              |              |              |              |              |
| * Im Einzelnen richtet sich die Bezeichnung des niedrigsten Dienstgrades bei Heeresuniformträgern nach der Truppengattung. Mögliche Bezeichnungen sind: Jäger (Jg), Panzerschütze (PzSchtz), Panzergrenadier (PzGren), Kanonier (Kan), Pionier (Pi), Panzerpionier (PzPi), Funker (Fu), Schütze (Schtz), Flieger (Flg), Sanitätssoldat (SanSdt). Entsprechende Luftwaffenuniformträger führen in der Praxis den Dienstgrad Flieger. Die Listenabkürzung ist immer „S“. | | | | | | | | |              |              |              |              |              |

### Marineuniformträger
| Offiziere (außer Sanitätsoffiziere) | Offiziere (außer Sanitätsoffiziere)                                                                                       | Offiziere (außer Sanitätsoffiziere)                                                                                           | Offiziere (außer Sanitätsoffiziere)                                                                                             | Offiziere (außer Sanitätsoffiziere)                                                                                                 | Offiziere (außer Sanitätsoffiziere) | Offiziere (außer Sanitätsoffiziere)                                                                                                | Offiziere (außer Sanitätsoffiziere)                                                                                                | Offiziere (außer Sanitätsoffiziere) | Offiziere (außer Sanitätsoffiziere) | Offiziere (außer Sanitätsoffiziere) | Offiziere (außer Sanitätsoffiziere) |
| Dienstgradgruppe | Generale | Generale | Generale | Generale | Stabsoffiziere | Stabsoffiziere | Stabsoffiziere | Hauptleute | Hauptleute | Leutnante | Leutnante |
| --- | --- | --- | --- | --- | --- | --- | --- | --- | --- | --- | --- |
| Ärmelabzeichen | Dienstgradabzeichen eines Admirals (Truppendienst) auf dem Unterärmel der Jacke des Dienstanzuges für Marineuniformträger | Dienstgradabzeichen eines Vizeadmirals (Truppendienst) auf dem Unterärmel der Jacke des Dienstanzuges für Marineuniformträger | Dienstgradabzeichen eines Konteradmirals (Truppendienst) auf dem Unterärmel der Jacke des Dienstanzuges für Marineuniformträger | Dienstgradabzeichen eines Flottillenadmirals (Truppendienst) auf dem Unterärmel der Jacke des Dienstanzuges für Marineuniformträger | Dienstgradabzeichen eines Kapitäns zur See (Geomilitärischer Dienst) auf dem Unterärmel der Jacke des Dienstanzuges für Marineuniformträger | Dienstgradabzeichen eines Fregattenkapitäns (Truppendienst) auf dem Unterärmel der Jacke des Dienstanzuges für Marineuniformträger | Dienstgradabzeichen eines Korvettenkapitäns (Truppendienst) auf dem Unterärmel der Jacke des Dienstanzuges für Marineuniformträger | Dienstgradabzeichen eines Stabskapitänleutnants (militärfachlicher Dienst) auf dem Unterärmel der Jacke des Dienstanzuges für Marineuniformträger | Dienstgradabzeichen eines Kapitänleutnants (Truppendienst oder militärfachlicher Dienst) auf dem Unterärmel der Jacke des Dienstanzuges für Marineuniformträger | Dienstgradabzeichen eines Oberleutnants zur See (Truppendienst oder militärfachlicher Dienst) auf dem Unterärmel der Jacke des Dienstanzuges für Marineuniformträger | Dienstgradabzeichen eines Leutnants zur See (Militärmusikdienst) auf dem Unterärmel der Jacke des Dienstanzuges für Marineuniformträger |
| Dienstgrad | Admiral | Vizeadmiral | Konteradmiral | Flottillenadmiral | Kapitän zur See | Fregattenkapitän | Korvettenkapitän | Stabskapitänleutnant* | Kapitänleutnant | Oberleutnant zur See | Leutnant zur See |
| Abkürzung | Adm/ADM | VAdm/VADM | KAdm/KADM | FltlAdm/FADM | Kpt zS/KZS | FKpt/FK | KKpt/KK | StKptLt/SKL | KptLt/KL | OLt zS/OLZS | Lt zS/LZS |
| NATO-Rangcode | OF-9 | OF-8 | OF-7 | OF-6 | OF-5 | OF-4 | OF-3 | OF-2 | OF-2 | OF-1 | OF-1 |
| Besoldungsgruppe | B 10 oder B 10Z | B 9 | B 7 | B 6 | A 16, B 2 oder B 3 | A 14 oder A 15 | A 13 | A 13 | A 11 oder A 12 | A 10 | A 9 |
| * Der Dienstgrad Stabskapitänleutnant ist den Offizieren des militärfachlichen Dienstes vorbehalten. Offiziere anderer Laufbahnen können nicht zu diesem Dienstgrad befördert werden. | | | | | | | | | | | |

| Sanitätsoffiziere | Sanitätsoffiziere | Sanitätsoffiziere | Sanitätsoffiziere | Sanitätsoffiziere | Sanitätsoffiziere | Sanitätsoffiziere | Sanitätsoffiziere |
| Dienstgradgruppe | Generale | Generale | Generale | Stabsoffiziere | Stabsoffiziere | Stabsoffiziere | Hauptleute |
| --- | --- | --- | --- | --- | --- | --- | --- |
| Ärmelabzeichen** | Dienstgradabzeichen eines Admiraloberstabsarztes (Approbation für Humanmedizin) auf dem Unterärmel der Jacke des Dienstanzuges für Marineuniformträger | Dienstgradabzeichen eines Admiralstabsarztes (Approbation für Humanmedizin) auf dem Unterärmel der Jacke des Dienstanzuges für Marineuniformträger | Dienstgradabzeichen eines Admiralarztes (Approbation für Humanmedizin) auf dem Unterärmel der Jacke des Dienstanzuges für Marineuniformträger | Dienstgradabzeichen eines Flottenarztes (Approbation für Humanmedizin) auf dem Unterärmel der Jacke des Dienstanzuges für Marineuniformträger | Dienstgradabzeichen eines Flottillenarztes (Approbation für Humanmedizin) auf dem Unterärmel der Jacke des Dienstanzuges für Marineuniformträger | Dienstgradabzeichen eines Oberstabsarztes (Approbation für Humanmedizin) auf dem Unterärmel der Jacke des Dienstanzuges für Marineuniformträger | Dienstgradabzeichen eines Stabsarztes (Approbation für Humanmedizin) auf dem Unterärmel der Jacke des Dienstanzuges für Marineuniformträger |
| Dienstgrad | AdmiraloberstabsarztHZ | AdmiralstabsarztHZ | AdmiralarztHZ | FlottenarztHZ FlottenapothekerP | FlottillenarztHZ FlottillenapothekerP | OberstabsarztHZ OberstabsapothekerP | StabsarztHZ StabsapothekerP |
| Abkürzung | AdmOStArzt/ADMOSA | AdmStArzt/ADMSA | AdmArzt/ADMA | FlArzt/FLA FlAp/FLAP | FltlArzt/FTLA FltlAp/FTLAP | OStArzt/OSA OStAp/OSAP | StArzt/SA StAp/SAP |
| NATO-Rangcode | OF-8 | OF-7 | OF-6 | OF-5 | OF-4 | OF-3 | OF-2 |
| Besoldungsgruppe | B 9 | B 7 | B 6 | A 16, B 2 oder B 3 | A 15* | A 14* | A 13* |
| H Bezeichnung für approbierte Humanmediziner Z Bezeichnung für approbierte Zahnmediziner P Bezeichnung für approbierte Pharmazeuten (i. e. Apotheker). Hinweis: Flottenapotheker ist der höchste für Apotheker in Marineuniform vorgesehene Dienstgrad. * Im Vergleich zu anderen gleichrangigen Offizieren sind diese Sanitätsoffiziere eine Besoldungsgruppe höher eingeordnet. **Dargestellt ist stets das Dienstgradabzeichen für Humanmediziner. | | | | | | | |

| Unteroffiziere | Unteroffiziere | Unteroffiziere | Unteroffiziere | Unteroffiziere | Unteroffiziere | Unteroffiziere | Unteroffiziere | Unteroffiziere | Unteroffiziere | Unteroffiziere | Unteroffiziere               |
| Dienstgradgruppe | Unteroffiziere mit Portepee | Unteroffiziere mit Portepee | Unteroffiziere mit Portepee | Unteroffiziere mit Portepee | Unteroffiziere mit Portepee | Unteroffiziere mit Portepee | Unteroffiziere mit Portepee | Unteroffiziere ohne Portepee | Unteroffiziere ohne Portepee | Unteroffiziere ohne Portepee                                                                                                   | Unteroffiziere ohne Portepee |
| --- | --- | --- | --- | --- | --- | --- | --- | --- | --- | --- | ---------------------------- |
| Ärmelabzeichen | Dienstgradabzeichen eines Oberstabsbootsmannes (30-er Verwendungsreihe) auf dem Unterärmel der Jacke des Dienstanzuges für Marineuniformträger | Dienstgradabzeichen eines Stabsbootsmannes (40-er Verwendungsreihe) auf dem Unterärmel der Jacke des Dienstanzuges für Marineuniformträger | Dienstgradabzeichen eines Oberfähnrichs zur See (kein Sanitätsoffizieranwärter) auf dem Unterärmel der Jacke des Dienstanzuges für Marineuniformträger | Dienstgradabzeichen eines Hauptbootsmannes (50-er Verwendungsreihe) auf dem Unterärmel der Jacke des Dienstanzuges für Marineuniformträger | Dienstgradabzeichen eines Oberbootsmannes (70-er Verwendungsreihe) auf dem Unterärmel der Jacke des Dienstanzuges für Marineuniformträger | Dienstgradabzeichen eines Fähnrichs zur See (kein Sanitätsoffizieranwärter) auf dem Unterärmel der Jacke des Dienstanzuges für Marineuniformträger | Dienstgradabzeichen eines Bootsmannes (60-er Verwendungsreihe) auf dem Unterärmel der Jacke des Dienstanzuges für Marineuniformträger | Dienstgradabzeichen eines Obermaats (20-er Verwendungsreihe) auf dem Oberärmel der Jacke des Dienstanzuges für Marineuniformträger | Dienstgradabzeichen eines Seekadetts (nicht Sanitätsoffizieranwärter) auf dem Oberärmel der Jacke des Dienstanzuges für Marineuniformträger | Dienstgradabzeichen eines Maats (10-er Verwendungsreihe) auf dem Oberärmel der Jacke des Dienstanzuges für Marineuniformträger |                              |
| Dienstgrad | Oberstabsbootsmann | Stabsbootsmann | Oberfähnrich zur See* | Hauptbootsmann | Oberbootsmann | Fähnrich zur See* | Bootsmann | Obermaat | Seekadett* | Maat |                              |
| Abkürzung | OStBtsm/OSB | StBtsm/SB | OFähnr zS/OFRZS | HptBtsm/HB | OBtsm/OB | Fähnr zS/FRZS | Btsm/B | OMaat/OMT | SKad/SKAD | Maat/MT |                              |
| NATO-Rangcode | OR-9 | OR-8 | OR-8/OR-7 | OR-8/OR-7 | OR-6 | OR-6 | OR-6 | OR-5 | OR-5 | OR-5 | OR-5                         |
| Besoldungsgruppe | A 9Z | A 9 | A 8Z | A 8Z | A 7Z | A 7 | A 7 | A 6 oder A 7 | A 5 | A 5 | A 5                          |
| * Die Dienstgrade Seekadett, Fähnrich zur See und Oberfähnrich zur See werden nur von Offizieranwärtern durchlaufen. | | | | | | | | | | |                              |

| Ärmelabzeichen                                                                                                | Dienstgradabzeichen eines Stabskorporals (30-er Verwendungsreihe) auf dem Oberärmel des weißen Hemdes für Marineuniformträger | Dienstgradabzeichen eines Korporals (10-er Verwendungsreihe) auf dem Oberärmel des dunkelblauen Hemdes für Marineuniformträger | Dienstgradabzeichen eines Oberstabsgefreiten (50-er Verwendungsreihe) auf dem Oberärmel des weißen Hemdes für Marineuniformträger | Dienstgradabzeichen eines Stabsgefreiten SanOA (Laufbahnabzeichen Zahnmedizin) auf dem Oberärmel des dunkelblauen Hemdes für Marineuniformträger | Dienstgradabzeichen eines Hauptgefreiten (30-er Verwendungsreihe) auf dem Oberärmel des weißen Hemdes für Marineuniformträger | Dienstgradabzeichen eines Obergefreiten (60-er Verwendungsreihe) auf dem Oberärmel des dunkelblauen Hemdes für Marineuniformträger | Dienstgradabzeichen eines Gefreiten (10-er Verwendungsreihe) auf dem Oberärmel des weißen Hemdes für Marineuniformträger | Oberärmel des dunkelblauen Hemdes für Marineuniformträger eines Matrosen (20-er Verwendungsreihe) |
| Dienstgrad | Stabskorporal | Korporal | Oberstabsgefreiter | Stabsgefreiter | Hauptgefreiter | Obergefreiter | Gefreiter | niedrigster Dienstgrad*                                                                           |
| Abkürzung | StKorp/SK | Korp/K | OStGefr/OSG | StGefr/SG | HptGefr/HG | OGefr/OG | Gefr/G | div*/S                                                                                            |
| NATO-Rangcode                                                                                                 | OR-4 | OR-4 | OR-4 | OR-4 | OR-3 | OR-3 | OR-2 | OR-1                                                                                              |
| Besoldungsgruppe                                                                                              | A 6Z | A 6 | A 5Z | A 5 | A 4Z | A 4 | A 3Z | A 3                                                                                               |
| * Mögliche Bezeichnungen sind Matrose (Matr) oder Sanitätssoldat (SanSdt). Die Listenabkürzung ist immer „S“. | | | | | | | |                                                                                                   |

## Dienstgradzusätze

### Dienstgradzusätze für Anwärter
Gemäß Soldatenlaufbahnverordnung (vgl. auch ZDv 14/5) und ähnlich nach ZDv 20/7 tragen Anwärter im Schriftverkehr hinter dem Dienstgrad folgende Klammerzusätze:
- (Unteroffizieranwärter) bzw. (Unteroffizieranwärterin), kurz (UA);[32]
- (Reserveunteroffizier-Anwärter) bzw. (Reserveunteroffizier-Anwärterin), kurz (RUA);[33]
- (Feldwebelanwärter) bzw. (Feldwebelanwärterin), kurz (FA);[34]
- (Reservefeldwebel-Anwärter) bzw. (Reservefeldwebel-Anwärterin), kurz (RFA);[35]
- (Offizieranwärter) bzw. (Offizieranwärterin), kurz (OA);[36]
- (Reserveoffizier-Anwärter) bzw. (Reserveoffizier-Anwärterin), kurz (ROA);[37]
- (Sanitätsoffizier-Anwärter) bzw. (Sanitätsoffizier-Anwärterin), kurz (SanOA);[38]
- (Militärmusikoffizier-Anwärter) bzw. (Militärmusikoffizier-Anwärterin), kurz (MilMusikOA).[39]

Bei Marineuniformträgern werden die Bezeichnungen (Reserve-)Maat- und Bootsmannanwärter, häufig abgekürzt als (MA) bzw. (BA), für Unteroffizier- und Feldwebelanwärter verwendet.
Da die Dienstgrade Fahnenjunker, Seekadett, Fähnrich (zur See) und Oberfähnrich (zur See) bereits eindeutig der Offizierslaufbahn zugeordnet werden können, werden der Dienstgradzusatz (OA) und die zugehörigen Langformen nach der Soldatenlaufbahnverordnung nicht geführt.
Sanitätsoffizieranwärter aller Dienstgrade tragen den Dienstgradzusatz (SanOA) bis zur Beförderung zum Stabsarzt, Stabsveterinär oder Stabsapotheker, die die entsprechende Approbation und für Stabsapotheker zusätzlich die staatliche Prüfung zum Lebensmittelchemiker voraussetzt. Bis zur Abschaffung des Arztes im Praktikum gab es den Zusatz AiP statt (SanOA) für die Sanitätsoffizieranwärter im letzten Jahr vor der Approbation, also „Leutnant (zur See) AiP“.
Militärmusikoffizier-Anwärter aller Dienstgrade tragen den Dienstgradzusatz (MilMusikOA) bis zur Beförderung zum Hauptmann bzw. Kapitänleutnant, die das Kapellmeisterexamen voraussetzt.
Inoffiziell führen Unteroffizieranwärter mit bestandenem Unteroffizierlehrgang den Dienstgradzusatz mit bestandenem Lehrgang (mbL).

### Dienstgradzusätze für Reservisten und ehemalige Soldaten
Gemäß dem Reservistinnen- und Reservistengesetz dürfen Reservisten und ehemalige Soldaten nach dem Ausscheiden aus dem aktiven Dienstverhältnis ihren zuletzt erreichten Dienstgrad mit dem Zusatz d. R. (der Reserve) führen. Frühere Berufssoldaten haben das Recht, ihre letzte Dienstgradbezeichnung mit dem Zusatz außer Dienst (a. D.) zu führen. Wird einem Berufssoldaten nach Ausscheiden aus dem aktiven Dienst ein höherer Dienstgrad verliehen, so können die Bezeichnungen kombiniert werden (z. B. HptFw a. D. und StFw d. R.).
Bis zum 30. Juni 2011 war nach der Soldatenlaufbahnverordnung bei ehemaligen Berufssoldaten auch eine Kombination der Zusätze a. D. und d. R. möglich, ohne dass nach dem Ausscheiden aus dem aktiven Dienst ein höherer Dienstgrad verliehen werden musste (z. B. HptFw a. D. d. R.); seit dem 1. Juli 2011 ist eine solche Kombination ohne höheren Reservistendienstgrad nicht mehr zulässig.
Bei Wiedereinberufung in ein Wehrdienstverhältnis (z. B. zum Reservistendienst) wird der Dienstgradzusatz für die Dauer des Wehrdienstverhältnisses nicht getragen und ggf. nur der höherrangige Dienstgrad geführt.

### Dienstgradzusätze für Offiziere im Generalstabsdienst
Ein Offizier im Generalstabsdienst trägt zur Kennzeichnung seiner besonderen Dienststellung im Schriftverkehr den Dienstgradzusatz i. G.

### Informelle Dienstgradzusätze für weibliche Soldaten
Die Anordnung des Bundespräsidenten über die Dienstgradbezeichnungen und die Uniform der Soldatinnen und Soldaten sieht keine abweichende Bezeichnung für weibliche Soldaten vor. Häufig wird dennoch informell im Schriftverkehr zur besonderen Kennzeichnung der Zusatz (w) (w wie weiblich) zur Kennzeichnung hinter dem Dienstgrad verwendet.

## Anrede
Soldaten werden formal meist mit ihrem Dienstgrad angeredet und gegrüßt. Formal nicht vorgesehen, in der Praxis verbreitet, aber auch ausdrücklich verboten, ist die Anrede von Untergebenen durch ihren Vorgesetzten nur mit ihrem Familiennamen. Mannschaften „duzen“ sich in der Regel untereinander. Soldaten in derselben Dienstgradgruppe bieten einander häufig schnell das „Du“ an. Soldaten mit demselben Dienstgrad duzen sich fast immer.

### Anrede der Heeres- und Luftwaffenuniformträger
Soldaten der Dienstgradgruppe der Generale (außer Sanitätsoffiziere und Marineuniformträger) sind gemäß Zentralrichtlinie A2-2630/0-0-3 „Militärische Formen und Feiern der Bundeswehr“ (ehemals ZDv 10/8) stets mit „Herr General“ anzureden. Ärzte in Heeres- oder Luftwaffenuniform der Dienstgradgruppe der Generale sollen gemäß der Zentralrichtlinie mit „Herr Generalarzt“ angeredet werden. Die Anrede der entsprechenden Sanitätsoffiziere mit der Approbationsrichtung Pharmazie ist in der Praxis üblicherweise „Herr Generalapotheker“.

### Anrede der Marineuniformträger
Analog zu Heeresuniformträgern werden alle Marineuniformträger (außer Sanitätsoffiziere) aus der Dienstgradgruppe der Generale gemäß Allgemeiner Regelung A1-2630/0-9803 mit „Herr Admiral“ angeredet, entsprechende Sanitätsoffiziere der Fachrichtung Zahn- und Humanmedizin mit „Herr Admiralarzt“. Für Marineuniformträger der Dienstgradgruppe der Stabsoffiziere ist die dienstliche Anrede „Herr Kap'tän“; in der Praxis werden marineuniformtragende Sanitätsoffiziere der Dienstgradgruppe der Stabsoffiziere abweichend hiervon weiter mit ihrem eigentlichen Dienstgrad angeredet. Darüber hinaus ist die Verwendung des in der Umgangssprache der Marine traditionell gebräuchlichen „Herr Kaleu“ für Kapitänleutnante ausdrücklich erlaubt.
In den Seestreitkräften ist es zudem üblich, dass höherrangige Soldaten, insbesondere Vorgesetzte, Soldaten niedrigeren Ranges wie im zivilen Sprachgebrauch und ähnlich wie in anglophonen Marinen mit ihrem Nachnamen anreden.

### Anrede weiblicher Soldaten
Für weibliche Soldaten gelten dieselben Dienstgradbezeichnungen wie für männliche, jedoch werden sie mit dem Anredezusatz „Frau“ angesprochen, also beispielsweise: „Frau Panzergrenadier“, „Frau Hauptmann“, „Frau Stabsgefreiter“ und „Frau Oberstabsarzt“.

## Geschichte

### Neugeschaffene Dienstgrade
In der Anordnung des Bundespräsidenten über die Dienstgradbezeichnungen, die Ernennung und Entlassung sowie die Uniform der freiwilligen Soldatinnen und Soldaten vom 23. Juli 1955 wurden die heute bekannten Dienstgrade mit Ausnahme der Dienstgrade General, Admiral, Stabshauptmann, Stabskapitänleutnant, Hauptfeldwebel, Hauptbootsmann, Oberfähnrich, Oberfähnrich zur See, Fähnrich, Fähnrich zur See, Fahnenjunker, Seekadett, Stabskorporal, Korporal, Oberstabsgefreiter, Stabsgefreiter sowie aller heutigen Dienstgrade für Sanitätsoffiziere geschaffen.
Mit der zweiten Ausfertigung jener Anordnung wurden zum 1. Februar 1956 folgende Dienstgrade neu geschaffen: Generalarzt, Admiralarzt, Oberstarzt, Flottenarzt, Oberfeldarzt, Flottillenarzt, Oberstabsarzt, Marineoberstabsarzt, Stabsarzt, Marinestabsarzt, Fähnrich, Fähnrich zur See, Fahnenjunker und Seekadett.
Durch die Anordnung des Bundespräsidenten über die Dienstgradbezeichnungen und die Uniform der Soldaten vom 7. Mai 1956 wurden die Dienstgrade General und Admiral als ranghöchste Dienstgradstufe neu eingeführt.
In der zweiten Anordnung des Bundespräsidenten über die Uniform der Soldaten vom 26. Juli 1957 wurden erstmals die Dienstgrade Hauptfeldwebel und Hauptbootsmann genannt.
Die Dienstgrade Generaloberstabsarzt, Admiraloberstabsarzt, Generalstabsarzt, Admiralstabsarzt, Generalapotheker, Oberstapotheker, Oberstveterinär, Flottenapotheker, Oberfeldapotheker, Oberfeldveterinär, Flottillenapotheker, Oberstabsapotheker, Oberstabsveterinär, Stabsapotheker, Stabsveterinär, Oberfähnrich und Oberfähnrich zur See wurden mit der sechsten Anordnung des Bundespräsidenten über die Dienstgradbezeichnungen und die Uniform der Soldaten vom 5. Mai 1966 in die Bundeswehr eingeführt.
In einer weiteren Änderung dieser Anordnung wurde zum 12. Dezember 1989 der Dienstgrad Stabsgefreiter neu eingeführt.
Am 23. März 1993 wurden durch eine weitere Änderung die Dienstgrade Stabshauptmann und Stabskapitänleutnant neu geschaffen.
Am 7. Februar 1996 wurde der Oberstabsgefreite kreiert.
Am 15. September 2021 wurden die beiden neuen Dienstgrade Korporal und Stabskorporal als höchste Dienstgrade der Mannschaften neu eingeführt.

### Entfallene Dienstgrade
Die Dienstgrade Marineoberstabsarzt und Marinestabsarzt entfielen mit der sechsten Anordnung des Bundespräsidenten über die Dienstgradbezeichnungen und die Uniform der Soldaten vom 5. Mai 1966. Die bisher diese Dienstgrade führenden Marinesanitätsoffiziere trugen fortan Dienstgrade, die identisch mit denen der Sanitätsoffiziere aus Heer und Luftwaffe waren.
Am 15. September 2021 entfiel der Dienstgrad Panzerjäger, weil die entsprechende Truppengattung entfallen ist. Ferner entfielen zum selben Änderungsdatum die Dienstgrade Grenadier, Panzerkanonier und Panzerfunker.

### Dienstgrade ohne Neubeförderungen
Da der Haushalt und der Stellenplan bis auf Weiteres keinen Etat und keine Dienststellung für Generalapotheker vorsehen, sind Neubeförderungen zum Generalapotheker nicht vorgesehen. Letzter Generalapotheker im aktiven Dienst war der Inspizient Wehrpharmazie Wolfgang Ackermann. In der Reserve sind weitere Träger dieser Dienstgrade zu finden.

### Oberjäger und Stabsoberjäger
Die Dienstgradbezeichnungen Oberjäger und Stabsoberjäger für die Dienstgrade Unteroffizier und Stabsunteroffizier wurden teils bis Anfang der 1960er Jahre nach Vorbild der Dienstgrade der Wehrmacht in der Jäger- und Fallschirmjägertruppe verwendet. Allerdings gab es für diese informelle und weit verbreitete Praxis keine Rechtsgrundlage in Form einer entsprechenden Anordnung des Bundespräsidenten.

### Generalmajor und Generalleutnant
Der Generalmajor (zwei Sterne) ist rangniedriger als der Generalleutnant (drei Sterne), weil immer der -Leutnant der „Stellvertreter“ (s. u.) des Ranghöchsten, des Generals (vier Sterne) ist. Dies – obwohl der Major im Rang über dem Leutnant steht – hat sich historisch entwickelt:
1. Im 15. Jahrhundert war die größte Organisationsform einer militärischen Truppe die Kompanie. Eine Kompanie wurde durch einen (Feld)Hauptmann oder einen Rittmeister geführt. Sein Stellvertreter war der Leutnant (französisch: lieu(-)tenant, also Platzhalter, Stellvertreter), der zweite Stellvertreter war der Fähnrich oder Kornett. Zuständig für den inneren Dienst, die Rekrutenausbildung und die Wachaufteilung waren der Feldwebel oder Wachtmeister, in englischsprachigen Armeen Sergeant. Diese vier Soldaten bildeten die Führung der Kompanie, die Prima Plana.
2. Mit der Vergrößerung der Truppenstärken im Lauf der Zeit wurden mehrere Kompanien zu Regimentern zusammengefasst. Das Regiment führte ein Obrist(-feldhauptmann), der heutige Oberst. Sein Stellvertreter war der Obristleutnant, heute Oberstleutnant genannt. Zuständig für Organisation, Ausbildung und Diensteinteilung war der Obrist(feld)wachtmeister, später Oberstwachtmeister, in englischsprachigen Armeen Sergeant Major, woraus sich der spätere Major entwickelte.
3. Am Ende des 16. Jahrhunderts wurden mehrere Regimenter zur Organisationseinheit Armee zusammengefasst. Die Armee führte ein General(-feldhauptmann), sein Stellvertreter war der Generalleutnant. Für die einzelnen Truppengattungen beziehungsweise zur Führung von Teilen der Armee wurden Generalfeldwachtmeister ernannt. Analog zum Wandel des Oberstwachtmeisters in Major entwickelte sich dieser Rang dann zum Generalmajor.

In modernen Streitkräften wurde also auf den höheren Ebenen die Bezeichnung „Wachtmeister“ konsequent durch „Major“ ersetzt. Die Aufgaben des „rangniedrigsten Wachtmeisters“, der hinter dem Hauptmann und dem Leutnant in der Führung von Kompanien rangierte, wurden von Unteroffizieren, in der Regel im Dienstgrad der Feldwebel, übernommen.

## Dienstgradabzeichen
Dienstgradabzeichen dienen der Darstellung der Dienstgrade und sind Teil der Uniformen der Bundeswehr. Häufig kennzeichnen Zusatzelemente die Zugehörigkeit des Soldaten zu einer Laufbahn, Verwendungsreihe, Truppengattung oder ähnliches. Nur Soldaten im niedrigsten Dienstgrad tragen keine Dienstgradabzeichen. Maßgebliche gesetzliche Grundlage für Trageweise und Gestaltung ist die Anordnung des Bundespräsidenten über die Dienstgradbezeichnungen und die Uniform der Soldatinnen und Soldaten. Konkretere Tragebestimmungen und Ausführungsvarianten enthielt die ZDv 37/10, überführt in die aktuell gültige Version 2 der Zentralrichtlinie A2-2630/0-0-5. 

## Trivia
- Seltenster Dienstgrad ist der Admiraloberstabsarzt. In der Geschichte der Bundeswehr wurde der Dienstgrad bisher erst zweimal verliehen. Derzeit gibt es keine aktiven Soldaten oder Reservisten in diesem Dienstgrad, denn die beiden Inhaber dieses Dienstgrades sind bereits verstorben.
- Nur die Dienstgrade Gefreiter und Obergefreiter werden von allen Soldaten durchlaufen, wenn man von einigen wenigen Ausnahmen absieht (nämlich einzelnen Soldaten, die frühzeitig aus dem Dienst ausscheiden, denen das Überspringen dieser Dienstgrade erlaubt wird oder die mit einem höheren Dienstgrad eingestellt werden).
- Es gibt keinen Dienstgrad „Admiralapotheker“, obwohl der Dienstgrad Generalapotheker existiert.
- Die für approbierte Veterinäre vorgesehenen Dienstgrade sind nur für Heeresuniformträger bestimmt. Es gibt daher für Marineuniformträger entsprechend auch keine analog gebildeten Dienstgrade „Flottillenveterinär“ oder „Flottenveterinär“.